# Incles
Incles – miasto w Andorze, w parafii Canillo. Według danych na rok 2012 liczy 366 mieszkańców.